# Regierung Frieden-Bettel
Die Regierung Frieden-Bettel bildet seit dem 17. November 2023 die Regierung des Großherzogtums Luxemburg. Sie wurde nach der Kammerwahl 2023 gebildet.

## Regierungsmitglieder
| Amt | Foto | Name              | Partei |
| --- | ---- | ----------------- | ------ |
| Premierminister |      | Luc Frieden       | CSV    |
| Vize-Premierminister Minister für auswärtige Angelegenheiten und Auβenhandel Minister für Entwicklung und humanitäre Angelegenheiten                                      |      | Xavier Bettel     | DP     |
| Ministerin für Landwirtschaft, Ernährung und Weinbau Ministerin für Verbraucherschutz                                                                                     |      | Martine Hansen    | CSV    |
| Minister für Bildung, Kinder und Jugend Minister für Wohnungsbau und Raumentwicklung                                                                                      |      | Claude Meisch     | DP     |
| Minister für Wirtschaft, KMUs, Energie und Tourismus |      | Lex Delles        | DP     |
| Ministerin für Verteidigung Ministerin für Gleichstellung und Diversität Ministerin für Mobilität und öffentliche Arbeiten                                                |      | Yuriko Backes     | DP     |
| Minister für Familie, Soziales, Zusammenleben und Unterbringung von Flüchtlingen                                                                                          |      | Max Hahn          | DP     |
| Minister der Finanzen |      | Gilles Roth       | CSV    |
| Ministerin für Gesundheit und soziale Sicherheit |      | Martine Deprez    | CSV    |
| Minister für innere Angelegenheiten |      | Léon Gloden       | CSV    |
| Ministerin für Digitalisierung Ministerin für Forschung und Hochschulwesen                                                                                                |      | Stéphanie Obertin | DP     |
| Sportminister Arbeitsminister |      | Georges Mischo    | CSV    |
| Minister für Umwelt, Klima und Biodiversität Minister für den öffentlichen Dienst                                                                                         |      | Serge Wilmes      | CSV    |
| Justizministerin beigeordnete Ministerin des Premierministers für Medien und Konnektivität beigeordnete Ministerin des Premierministers für die Beziehungen zum Parlament |      | Elisabeth Margue  | CSV    |
| Minister für Kultur beigeordneter Minister für Tourismus |      | Eric Thill        | DP     |